# Guaviare (řeka)
Guaviare na horním toku Guayabero (španělsky Río Guaviare) je řeka v Kolumbii (Meta, Guainía, Guaviare, Vichada). Je to levý přítok Orinoka. Je 1300 km dlouhá. Povodí má přibližně rozlohu 140 000 km².

## Průběh toku
Pramení ve Východní Kordilleře a protéká vysočinou Pardaos, kde vytváří tři vodopády. Poté vtéká do Orinocké nížiny. Na řece je mnoho peřejí.

## Vodní režim
Zdroj vody je převážně dešťový. Charakteristické jsou letní povodně.

## Využití
Vodní doprava je možná pro nevelké lodě od ústí levého přítoku Ariari s přerušením u peřejí.